# Tamati Williams
Tamati Williams (Dunedin, 19 de janeiro de 1984), é um ex-futebolista Neozelandês que atuava como goleiro.

## Carreira

### Clubes
Depois de testes sem sucesso pelos clubes ingleses Blackburn Rovers e Stockport County quando tinha 18 anos, Tamati começou sua carreira no Football Kingz FC em sua última temporada de existência para a disputa da atualmente extinta National Soccer League. Depois de um tempo jogando pelo Waikato FC, Tamati jogou uma temporada no Auckland City em 2007 antes de se aposentar temporariamente do futebol para trabalhar como modelo.

### Carreira internacional
Tamati representou os Kiwis pelos escalões sub-17, sub-20 e sub-23 olímpico. Fez seu primeiro jogo na seleção principal num jogo contra a África do Sul, em que substituiu Glen Moss no segundo tempo.

## Vida pessoal
Willams nasceu em Dunedin, e viveu um período de sua infância em Whangarei. Até 2014, Tamati estava em período de formação para a obtenção de um diploma de pós-graduação em zoologia e biologia da conservação.
Possui descendência maori, além de ter passaporte dos Países Baixos por ter um avô nascido no país.

## Títulos
- ASB Premiership: 2014
- Liga dos Campeões da OFC: 2012, 2013 e 2014